# Jim Grimsley
Jim Grimsley (* 1955 in Pollocksville, Jones County (North Carolina)) ist ein US-amerikanischer Schriftsteller. Er lebt in Atlanta, Georgia.

## Leben
Grimsleys erster Roman Winter Birds (dt.: Wintervögel) erschien 1992 zuerst in einem Schweizer Verlag auf Deutsch, bevor er 1994 in den USA veröffentlicht wurde und dort ein Jahr später den Sue Kaufman Prize for First Fiction gewann. Auch sein zweiter Roman Comfort and Joy (dt.: Das Leben zwischen den Sternen) erschien 1993 zuerst auf Deutsch, bevor er 6 Jahre später in den USA veröffentlicht wurde. Sein dritter 1995 veröffentlichter Roman Dream Boy erhielt den Stonewall Book Award. 1997 wurde Grimsley zu „Georgias Autor des Jahres“ gekürt. In den letzten Jahren wandte er sich vermehrt dem Schreiben von Science-Fiction-Geschichten zu. Für die ersten beiden Bände einer SF-Trilogie Kirith Kirin (2000), The Ordinary (2004) und The Last Green Tree (2006) erhielt er jeweils den Lambda Literary Award.
Dream Boy wurde 2008 von James Bolton verfilmt.

## Romane
- 1994 Winter Birds, deutsch: Wintervögel, a. d. amerik. Englisch v. Thomas Brovot u. Frank Heibert. Berlin, Edition diá 1992; Frankfurt a. M., Fischer Taschenbuch Verlag 1999; E-Book: Edition diá 2012, ISBN 978-3-86034-511-5 (Epub), ISBN 978-3-86034-611-2 (Mobi)
- 1995 Dream Boy, deutsch: Dreamboy, a. d. amerik. Englisch v. Frank Heibert. Frankfurt a. M., Fischer Taschenbuch Verlag 1997; Berlin, Bruno Gmünder Verlag 2002; E-Book: Berlin, Edition diá 2012, ISBN 978-3-86034-513-9 (Epub), ISBN 978-3-86034-613-6 (Mobi)
- 1997 My Drowning, deutsch: Ellens Geschichte, a. d. amerik. Englisch v. Frank Heibert. Frankfurt a. M., Fischer Taschenbuch Verlag 2000; E-Book: Berlin, Edition diá 2013, ISBN 978-3-86034-532-0 (Epub), ISBN 978-3-86034-632-7 (Mobi)
- 1999 Comfort and Joy, deutsch: Das Leben zwischen den Sternen, a. d. amerik. Englisch v. Frank Heibert. Berlin, Edition diá 1993; Frankfurt a. M., Fischer Taschenbuch Verlag 1996; Berlin, Bruno Gmünder Verlag 2003; E-Book: Edition diá 2012, ISBN 978-3-86034-512-2 (Epub), ISBN 978-3-86034-612-9 (Mobi)
- 2000 Kirith Kirin
- 2004 The Ordinary
- 2006 The Last Green Tree